# Gmina Wieleń
Die Gmina Wieleń ist eine Stadt-und-Land-Gemeinde im Powiat Czarnkowsko-Trzcianecki  der Woiwodschaft Großpolen in Polen. Ihr Sitz ist die gleichnamige Stadt (deutsch Filehne) mit etwa 5900 Einwohnern.

## Geographie

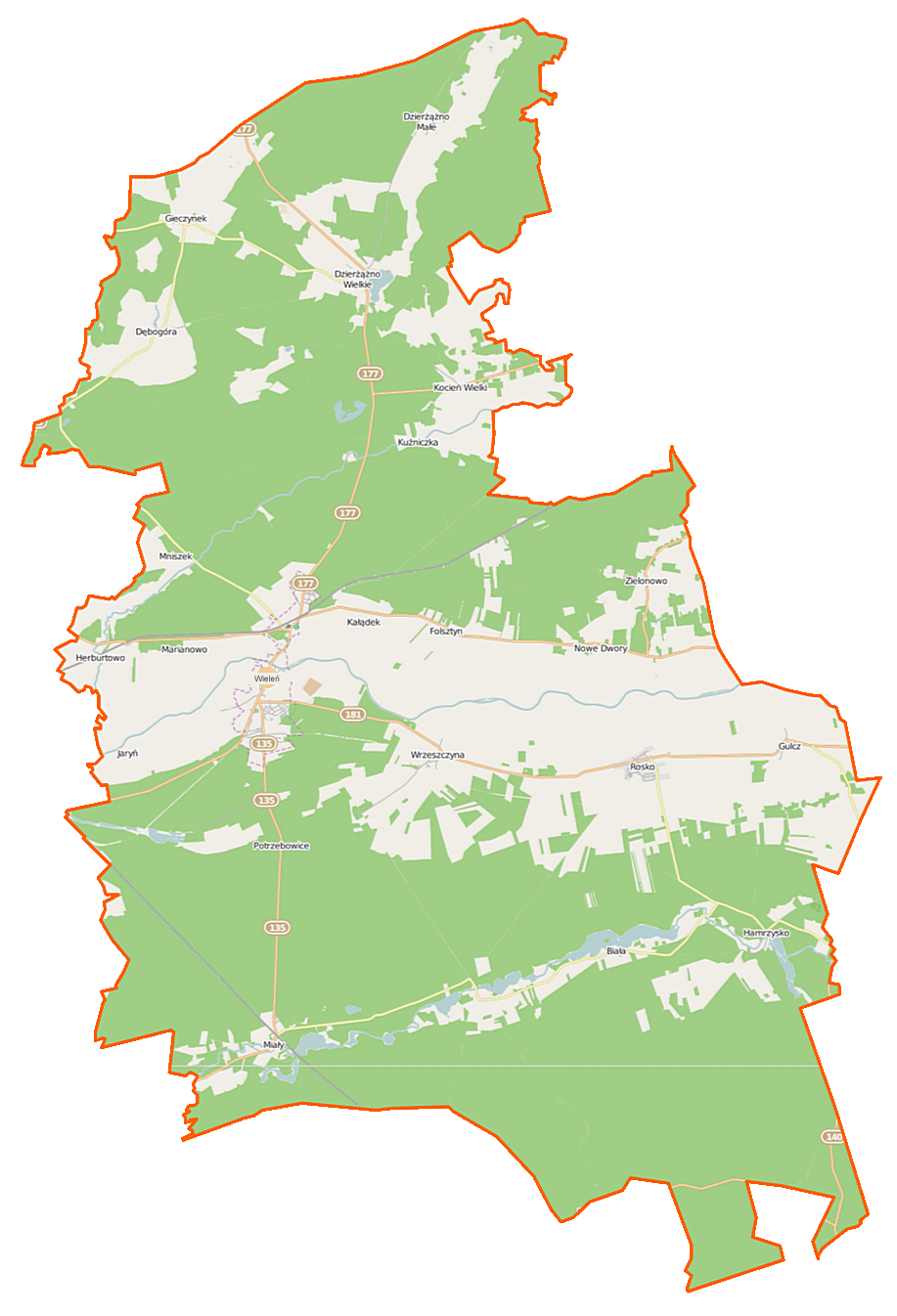
Karte der Gemeinde

Die Gemeinde liegt im Westen der Woiwodschaft und grenzt im Norden an die Woiwodschaft Westpommern, während die Grenze zur Woiwodschaft Lebus etwa acht Kilometer westlich verläuft. Die Kreisstadt Czarnków (Czarnikau) liegt zehn Kilometer östlich und die Woiwodschaftshauptstadt Posen etwa 50 Kilometer südöstlich. Nachbargemeinden sind die Gemeinden Człopa im Powiat Wałecki der Woiwodschaft Westpommern im Norden, Trzcianka, Czarnków und Lubasz im Osten, Wronki im Süden sowie Drawsko und Krzyż Wielkopolski im Westen.
Der Fluss Netze (polnisch Noteć)' durchzieht das Gemeindegebiet und den Hauptort von Ost nach West. Die 62 Kilometer lange Miała (Miala) verläuft etwa parallel im Süden der Gemeinde. Sie durchzieht zahlreiche Seen und Teicher.
Die Gemeinde hat eine Fläche von 428,3 km², von der 27 Prozent land- und 65 Prozent forstwirtschaftlich genutzt werden.

## Geschichte
Die Landgemeinde Wieleń wurde zum 1. Januar 1977 aus der gleichnamigen Landgemeinde südlich der Netze und der Gmina Wieleń Północny (Wieleń-Nord) gebildet. Das Gemeindegebiet gehörte bis 1998 zur Woiwodschaft Piła. Die 1977 um den Ort Wieleń Północny vergrößerte Stadtgemeinde und die Landgemeinde Wieleń wurden 1990/1991 zur Stadt-und-Land-Gemeinde zusammengelegt. Diese gehört seit 1999 zur Woiwodschaft Großpolen und zum Powiat Czarnkowsko-Trzcianecki.
Mit Inkrafttreten des Versailler Vertrags wurde die Netze im Januar 1920 Grenze zwischen Deutschland und Polen. Um den Bahnhof Filehne Nord und das Schloss Filehne nördlich des Flusses entstand die deutsche Siedlung Deutsch Filehne, während die eigentliche Stadt Filehne als Wieleń an die Zweiten Polnischen Republik fiel. Der Südteil der heutigen Gemeinde gehörte bis 1975 zum Powiat Czarnkowski und zur Woiwodschaft Posen mit unterschiedlichem Zuschnitt. – Der Nordteil der heutigen Gemeinde kam mit dem Ende des Zweiten Weltkriegs an Polen und die deutsche Bevölkerung wurde dort vertrieben. Als Gmina Wieleń Północny kam sie 1946 an den Powiat Pilski. Die Landgemeinden Wieleń Północny und Rosko wurden 1954 in mehrere Gromadas umgewandelt.
Zum 1. Januar 1973 wurden die Landgemeinden Wieleń Północny und Wieleń neu geschaffen. Letztere kam zum Powiat Trzcianecki, bis die Powiate 1975 aufgelöst wurden und die Gemeinden mit der Stadt an die Woiwodschaft Piła kamen.

## Gliederung
Zur Stadt-und-Land-Gemeinde (gmina miejsko-wiejska) Wieleń mit 12.155 Einwohnern (Stand 31. Dezember 2020) gehören die Stadt selbst und 19 Dörfer mit Schulzenämtern (sołectwa):
- Biała
- Dębogóra (Eichberg)
- Dzierżążno Małe (Klein Drensen)
- Dzierżążno Wielkie (Groß Drensen)
- Folsztyn (Follstein)
- Gieczynek (Hansfelde)
- Gulcz
- Hamrzysko
- Herburtowo (Ehrbardorf)
- Kałądek (Ludwigsdorf)
- Kocień Wielki (Groß Kotten)
- Kuźniczka (Kottenhammer)
- Marianowo (Mariendorf)
- Mężyk (Mensik)
- Miały (Miala)
- Nowe Dwory (Neuhöfen)
- Rosko (1943–45 Roskau)
- Wrzeszczyna (Wreschin)
- Zielonowo (Grünfier)

Kleine Siedlungen und Forsthäuser sind diesen Schulzenämtern zugeordnet:
- Bęglewo
- Biała
- Brzezinki
- Brzeźno (Briese)
- Dębogóra
- Jaryń (Gerrin)
- Jeleniec
- Lipinki (Puhlsteerofen)
- Łaski (Alt Latzig)
- Mniszek (Mischke)
- Ogrodzieniec (Tiergarten)
- Osina
- Potrzebowice (Nothwendig)
- Rosko
- Siklawa
- Zawada

## Verkehr
Die Woiwodschaftsstraße DW177 führt von Czaplinek (Tempelburg) im Norden, über Mirosławiec (Märkisch Friedland) und Człopa (Schloppe) nach Wieleń. Weiter durch den Süden und Südwesten der Gemeinde führt die Woiwodschaftsstraße DW135 über Miały (Miala) nach Nowe Kwiejce (Neusorge). Diese Nord-Süd-Verbindung wird nördlich und südlich der Netze durch zwei weitere Woiwodschaftsstraßen gekreuzt, die DW174 von der Kreisstadt Czarnków (Czarnikau) über Wieleń nach Krzyż Wielkopolski (Kreuz (Ostbahn)) und Drezdenko (Driesen) sowie die DW181 ebenfalls von Czarnków über Wieleń nach Drawsko (Dratzig) und Drezdenko. Von der DW177 zweigt bei Kocień Wielki (Groß Kotten) noch die DW180 nach Trzcianka (Schönlanke) und Piła (Schneidemühl) ab.
Der nächste internationale Flughafen ist Posen.
Der Bahnhof Wieleń Północny (Nord) liegt im Nordteil der Stadt an der wichtigen Bahnstrecke 203 von Kostrzyn nad Odrą (Küstrin) nach Tczew (Dirschau) – der ehemaligen Preußischen Ostbahn. Die Bahnstrecke 351 von Stettin nach Posen hat auf Gemeindegebiet die Bahnstation Miały. – Die Strecke 236 von Drawski Młyn (Dratzigmühle) nach Inowrocław (Hohensalza) wurde 1993 stillgelegt. Auf Gemeindegebiet bestanden die Stationen Wieleń Południowy (Süd), Wrzeszcznyca (Wreschin), Rosko und Gulcz.

## Persönlichkeiten
- Friedrich Wilhelm Kritzinger (1890–1947), Ministerialdirektor und Teilnehmer der Wannseekonferenz; geboren in Grünfier
- Kurt Wege (1881–1940), Landwirt und Politiker, seit 1908 Besitzer des Gutes Folstein-Ludwigsdorf und dort gestorben
- Piotr Waśko (1961–2023), polnischer Politiker, ehemaliger Direktor des Kulturhauses in Rosko.